# La Valse de l'empereur (film)
Pour les articles homonymes, voir La Valse de l'Empereur.
Pour plus de détails, voir Fiche technique et Distribution.
La Valse de l'empereur (The Emperor Waltz) est une comédie musicale américaine de Billy Wilder sortie en 1948.

## Synopsis
Virgil Smith, voyageur de commerce accompagné de son chien bâtard Buttons, voudrait bien vendre des phonographes à la cour de l'empereur d'Autriche François-Joseph. Parallèlement, la comtesse Johanna Von Stulzenberg est sollicitée par l’Empereur afin que son caniche royal Shéhérazade s'accouple avec un des mâles de son chenil. Alors qu'elle sort de l'entrevue Shéhérazade est attaquée par Buttons, lequel se fait mordre à la patte. Smith poursuit la comtesse afin d'exiger des excuses qui lui seront refusées. Smith suit la cour jusqu'au Tyrol où a lieu un nouvel incident entre les deux chiens. Shéhérazade devient neurasthénique, et la seule solution pour la guérir est de mettre de nouveau les deux chiens en présence afin qu'ils se réconcilient. La réconciliation fonctionne mieux que prévu puisque les deux chiens deviennent amoureux l'un de l'autre, mais les propriétaires également.

## Fiche technique
- Titre original : The Emperor Waltz
- Réalisation : Billy Wilder
- Scénario : Charles Brackett, Billy Wilder
- Musique : Victor Young
- Assistant-réalisateur : Charles Coleman jr
- Directeur de la photographie : George Barnes
- Décors : Hans Dreier
- Costumes : Edith Head
- Montage : Doane Harrison
- Effets visuels : Farciot Edouart et Gordon Jennings
- Production : Charles Brackett
- Société de production : Paramount Pictures
- Pays de production : États-Unis
- Genre : Film musical, comédie romantique et historique
- Durée : 105 minutes
- Date de sortie : 1948

## Distribution
- Bing Crosby : Virgil Smith
- Joan Fontaine (VF : Paula Dehelly) : Johanna Franziska Von Stulzenberg
- Roland Culver : le baron Holenia
- Lucile Watson : La princesse Bitotska
- Richard Haydn : François-Joseph
- Harold Vermilyea : Le chambellan
- Roberta Jonay : La femme de chambre de l'hôtel
- James Vincent : Abbe
- Frank Elliott : Von Usedon
- Sig Ruman : Le docteur Zwieback
- Julia Dean : Archiduchesse Stéphanie
- Alma Macrorie : La propriétaire de l'auberge

Acteurs non crédités
- Harry Allen : Un garde forestier
- Cyril Delevanti : Un diplomate

## Bande sonore
La musique du film est constituée d'arrangements de divers morceaux, notamment :
- La Valse de l'Empereur (Kaiserwalzer) de Johann Strauss fils, composée en 1889
- Le siffleur et son chien, composé en 1905 par Arthur Pryor
- I Kiss Your Hand, Madame, composé en 1929 par Fritz Rotter et Ralph Erwin.

## Sortie et accueil
La première du film a lieu le 26 mai 1948 au Hollywood Paramount  avec un parterre de stars pour ce qui doit être la plus importante cérémonie depuis la Seconde Guerre mondiale. La cérémonie est retransmise à la télévision sur la chaîne KTLA détenue par Paramount malgré une interdiction pour les acteurs de cinéma d'apparaître à la télévision, ce qui provoque une levée de boucliers dans la profession, la scission des deux médias est encore récente.

## Distinctions
- nommé aux Oscar pour :
  - Meilleurs costumes (Edith Head)
  - Meilleure musique originale (Victor Young)
- nommé aux Writers Guild of America
  - Meilleur scénario (Charles Brackett et Billy Wilder)